# Paul McCarthy
Paul McCarthy (Salt Lake City, 4 agosto 1945) è un artista statunitense.

## Biografia
McCarthy nasce il 4 agosto 1945 a Salt Lake City (Utah), da genitori mormoni di classe medio bassa.  Studia arte all'Università dello Utah nel 1969. Prosegue gli studi al San Francisco Art Institute, laureandosi  in pittura. Nel 1972 frequenta un master in film, video e arte all'Università della California del Sud.  Negli anni Settanta vive e lavora a Los Angeles. Nonostante la sua reputazione fra gli artisti sia alta, il suo successo rimane circoscritto nella West Coast e non riesce comunque ad entrare con le sue opere nelle collezioni museali. Si mantiene, facendo il tecnico di ripresa e della fotografia anche negli studi cinematografici di Los Angeles. Hollywood e l'immaginario cinematografico diventano, così, una fonte primaria della sua arte.
Dal 1982 insegna storia dell'arte all'Università di Los Angeles, poi al California Institute of Arts, continuando a realizzare prevalentemente video e sculture.
Nel 1991, a 45 anni, partecipa a una mostra collettiva di artisti di Los Angeles curata da Paul Schimmel, dove la sua scultura The Garden, viene venduta a Jeffrey Deitch, lanciandolo velocemente ai piani alti del mondo dell’arte. Da allora la sua carriera è incredibilmente prolifica.
Espone nei più prestigiosi musei del mondo, tra cui il Museum of Contemporary Art di Los Angeles (2000), la Tate Modern di Londra (2003), l’Haus der Kunst di Monaco di Baviera (2005), il Whitney Museum of American Art di New York (2008), il Moderna Museet di Stoccolma (2006), la Whitechapel Gallery di Londra (2005), l’Hamburger Bahnhof Museum für Gegenwart di Berlino (2008) ed il Getty Museum di Los Angeles (2008). Partecipa alle più grandi kermesse d’arte contemporanea, tra cui la Biennale di Venezia (quattro edizioni: 2001, 1999, 1995, 1993), la Biennale del Whitney Museum di New York, la Biennale di Berlino, la Biennale di Santa Fe, la Biennale di Lione e la Biennale di Sidney.

## Carriera artistica
Le opere di McCarthy includono performance, installazioni, film. L’uso della violenza nella sua produzione nasce da una miscela di sessualità, rumore, cibo, caos, protesta sociale, simbologie freudiane e nostalgico azionismo viennese, debitore della temperie inquieta e decadente della Mitteleuropa. La sua produzione artistica è un processo di sconfinamento verso la più totale libertà espressiva e dal continuo desiderio di superare e travolgere i canoni estetici tradizionali.
"Ho iniziato a fare videocassette all'inizio degli anni '70. I primi riguardavano la percezione e l'illusione. La fotocamera era capovolta, o avrei usato specchi, cose del genere. Ma ho anche iniziato a fare pezzi che erano performance nel senso che sarei stato davanti alla telecamera. Lavorerei in studio principalmente da solo con la macchina fotografica. Non c'era molto nella stanza. Farei alcune cose e le registrerei. Spesso erano ripetitivi e intuitivi. Ma Bell è stata una delle prime azioni che ho fatto che ha coinvolto i liquidi, in questo caso, l'olio motore. Non avevo programmato di realizzare il pezzo. È stato spontaneo. È stato il primo nastro in cui c'era un personaggio."

Riguardo a  Whipping a Wall with Paint l'artista dichiara:
"In realtà c'erano due nastri, uno chiamato Whipping a Wall with Paint e una seconda versione detta Whipping a Wall and a Window with Paint. I passanti hanno visto l'azione dalla strada, dall'altra parte della finestra. Ho schizzato la vernice contro la finestra per circa un'ora e alla fine le finestre sono state coperte. C'è vernice ovunque, su di me, sul pavimento. Immergevo una grande coperta in un grande secchio di una miscela di vernice e olio per motori, la tiravo fuori e la sbattevo contro il muro e la finestra. È stato estenuante. Gli schizzi di vernice o il residuo di ketchup come in Bossy Burger o altri pezzi sembrano suggerire che sia avvenuto un atto di violenza."
All'inizio degli anni '80 aggiunge al suo repertorio maschere e costumi. Inventa il personaggio di un Babbo Natale impazzito e fa riferimenti osceni sui personaggi dei libri per bambini, come Heidi e Pinocchio. Usando manichini meccanizzati, trasforma il selvaggio West, a lungo un punto fermo dell'identità televisiva americana, in un vaudeville sul sesso e lo sfruttamento. Molto prima che il tema diventi dominante dell'arte negli anni '90, McCarthy presenta la forma umana come un contenitore gassoso, privo di genere, in una condizione fluida.
Realizza Pig Island – L’isola dei porci nel 2010,  per la sua prima e omonima mostra personale italiana alla Fondazione Nicola Trussardi, negli spazi di Palazzo Citterio a Milano.  L'esposizione è la a summa dell'opera dell’artista; come in un enorme collage tridimensionale tutti i personaggi ricorrenti e le forme del lavoro di McCarthy - pop art e performance, minimalismo e Walt Disney  - si mescolano.  Questo mondo ipertrofico, in cui ogni gerarchia è sovvertita, è liberamente ispirato a La fattoria degli animali di George Orwell (1945), in cui la politica si trasforma in una commedia grottesca , animali ed esseri umani si scambiano di ruolo, il caos regna sovrano.

## Opere
- Ma bell, 1971
- Sauce, 1974[9]
- Whipping a Wall with Paint, 1975[7]
- Bavarian Kick, 1987[10][11]
- Soup bowl, 1990[12]
- Bossy Burger, 1991[11][13]
- Bear and Rabbit, 1991[14]
- Rear View, 1991–1992[11]
- The Garden, 1992[11][15]
- Dead Viking, 1992[16]
- Spaghetti Man, 1993[11]
- Mutant, 1994
- Tomato Heads,1994[11]
- Painter, 1995[17]
- Dick & Broom, 1997[18]
- Apple Heads on Swiss Cheese, 1997–1999[11]
- Santa Claus, 2001[19] Santa Claus, 2013 Rotterdam
- Daddies Ketchup Inflatable, 2001[11]

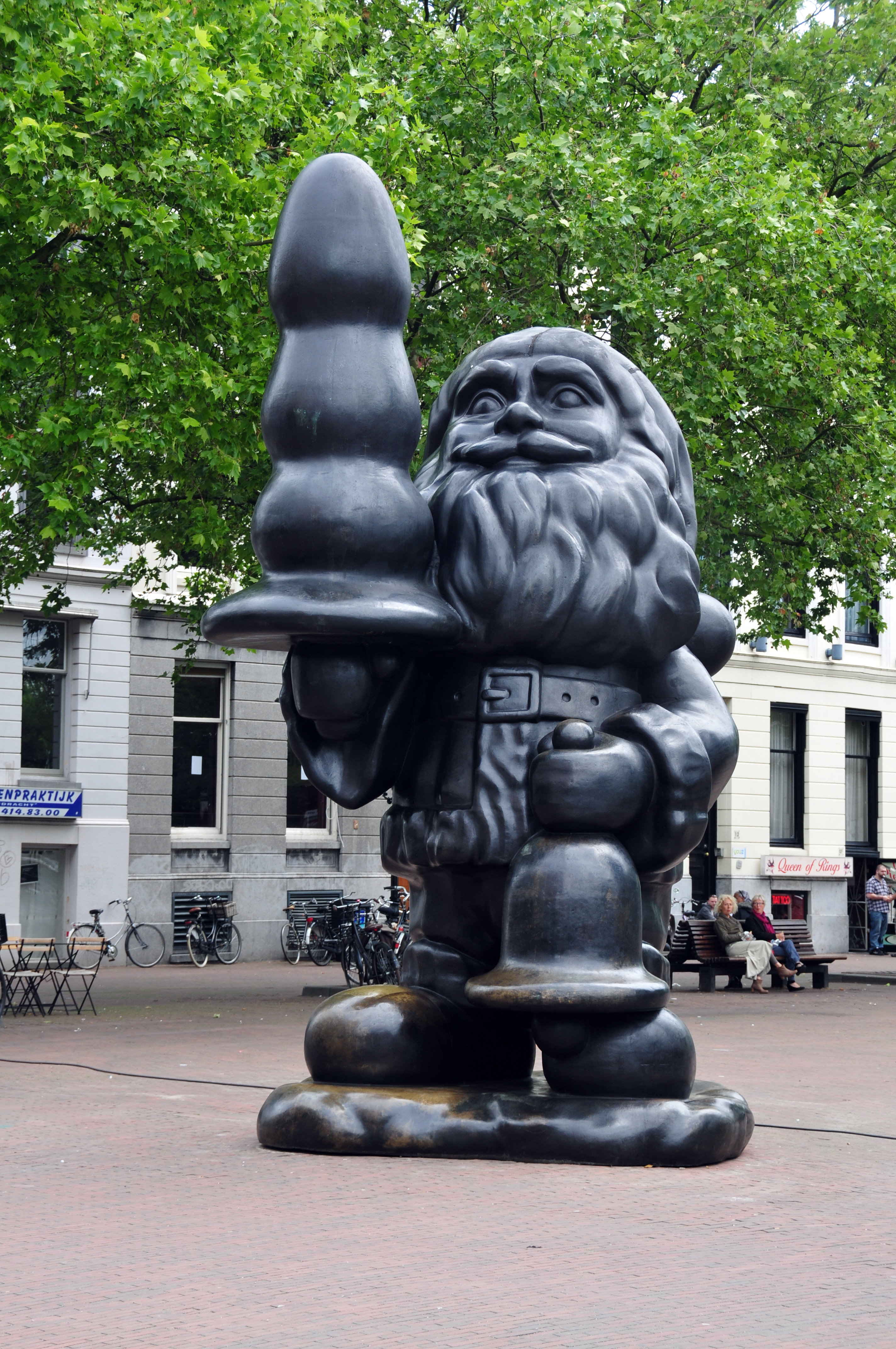
Santa Claus, 2013 Rotterdam

- The Caribbean Pirates Project, 2001-2005[11][20]
- Bunker Basement, 2003[11]
- Piccadilly Circus, 2003[21]
- F- Fort and Lamp Wagon, 2005
- Mimi, 2006-2008[22]
- Brancusi tree, 2007[23]
- Stainless Steel Butt Plug, 2007[24]
- White Head Bush Head, 2007[25]
- Complicated Pile, 2007[26]
- Steven, 2007
- Happy Traveler (Kicker), 2008
- M, 2008
- Mountaineer Hummel (Puck Penisssss), 2009
- Captain Ballsack, 2009[27]
- Tree, 2014[28]

## Installazioni e opere in Italia
Castello di Rivoli
1. Nastri in bianco e nero (Black and White Tapes), 1970-1975[29][30]
2. Carne di marinaio, estasi di marinaio (Sailor’s Meat, Sailor’s Delight), 1975
3. Nella vasca da bagno (Tubbing), 1975-1976
4. Tirannia familiare / Zuppa culturale (Family Tyranny / Cultural Soup), 1987[31]
5. Tirannia familiare – Modellando e formando (Family Tyranny-Modeling and Molding) , 1987[32]
6. Heidi, 1992[33]
7. Acconci sfacciato (Fresh Acconci), 1995[34]
8. Dalle azioni (Out o’ Actions), 1998[35]

Castello di Rivara
- Bang Bang Room, 1992[36]

Palazzo Grassi
Le opere di Paul McCarthy sono state presentate negli spazi di Punta della Dogana e Palazzo Grassi in occasione delle mostre "Untitled, 2020" (2020), "Elogio del dubbio" (2011-13), "Mapping the Studio" (2009-11), "Una selezione Post-pop" (2006-7) e "Where are We Going?" (2006).
Fondazione Nicola Trussardi
- Pig Island - L'isola dei porci. Palazzo Citterio, Milano; 20 Maggio - 4 luglio 2010[38]